# Cherry (Illinois)
Cherry – wieś w USA, w stanie Illinois, w hrabstwie Bureau. Według spisu z 2000 wioskę zamieszkuje 509 osób. W 2023 liczba mieszkańców spadła do 429 osób, a gęstość zaludnienia poniżej 307 osób/km².

## Geografia
Wioska zajmuje powierzchnię 1,4 km², z czego całość stanowi ląd.

## Demografia
Według spisu z 2000 roku wioskę zamieszkuje 509 osób skupionych w 212 gospodarstwach domowych, tworzących 146 rodzin. Gęstość zaludnienia wynosi 363,9 osoby/km². W wiosce znajdują się 220 budynki mieszkalne, a ich gęstość występowania wynosi 157,3 mieszkania/km². Wioskę zamieszkuje 97,45% ludności białej, 0,2% stanowią Afroamerykanie, 0,39% stanowią rdzenni Amerykanie, 0,39% stanowią mieszkańcy Pacyfiku, 0,39% stanowi ludność innych ras, 1,18% ludności wywodzącej się z dwóch lub więcej ras. Hiszpanie lub Latynosi stanowią 1,77% populacji.
W wiosce są 212 gospodarstwa domowe, w których 31,6% stanowią dzieci poniżej 18 roku życia żyjących z rodzicami, 57,5% stanowią małżeństwa, 8,5% stanowią kobiety nie posiadające męża oraz 30,7% stanowią osoby samotne. 28,3% wszystkich gospodarstw domowych składa się z jednej osoby oraz 14,6% żyjących samotnie ma powyżej 65 roku życia. Średnia wielkość gospodarstwa domowego wynosi 2,4 osoby, natomiast rodziny 2,93 osoby. 
Przedział wiekowy kształtuje się następująco: 24% stanowią osoby poniżej 18 roku życia, 5,3% stanowią osoby pomiędzy 18 a 24 rokiem życia, 30,5% stanowią osoby pomiędzy 25 a 44 rokiem życia, 24,2% stanowią osoby pomiędzy 45 a 64 rokiem życia oraz 16,1% stanowią osoby powyżej 65 roku życia. Średni wiek wynosi 40 lat. Na każde 100 kobiet przypada 89,2 mężczyzn. Na każde 100 kobiet powyżej 18 roku życia przypada 90,6 mężczyzn.
Średni dochód dla gospodarstwa domowego wynosi 41 591 dolarów, a dla rodziny wynosi 48 438 dolarów. Dochody mężczyzn wynoszą średnio 34 375 dolarów, a kobiet 22 813 dolarów. Średni dochód na osobę w mieście wynosi 19 313 dolarów. Około 0% rodzin i 1,8% populacji miasta żyje poniżej minimum socjalnego, z czego 0% jest poniżej 18 roku życia i 5,5% powyżej 65 roku życia.